# Brown swiss
La brown swiss est une race bovine des États-Unis. Elle est issue de la braunvieh de Suisse hautement sélectionnée sur ses capacités laitières.

## Origine

### Géographique
Elle appartient au rameau brun européen. La traduction de son nom donne « Suisse brune », ce qui indique que cette race n'est que la variante exportée de la Braunvieh. La vache reine de l'est de la Suisse a intéressé les éleveurs américains. L'arrivée de la brune sur le nouveau continent s'est faite au XIXe siècle, (1869 aux États-Unis, 1888 au Canada) dans l'optique d'avoir une race laitière mieux adaptée que la holstein aux zones à rudes conditions climatiques et plus efficace transformatrice avec le fourrages grossier que l'on trouve sur les terrains granitiques. 

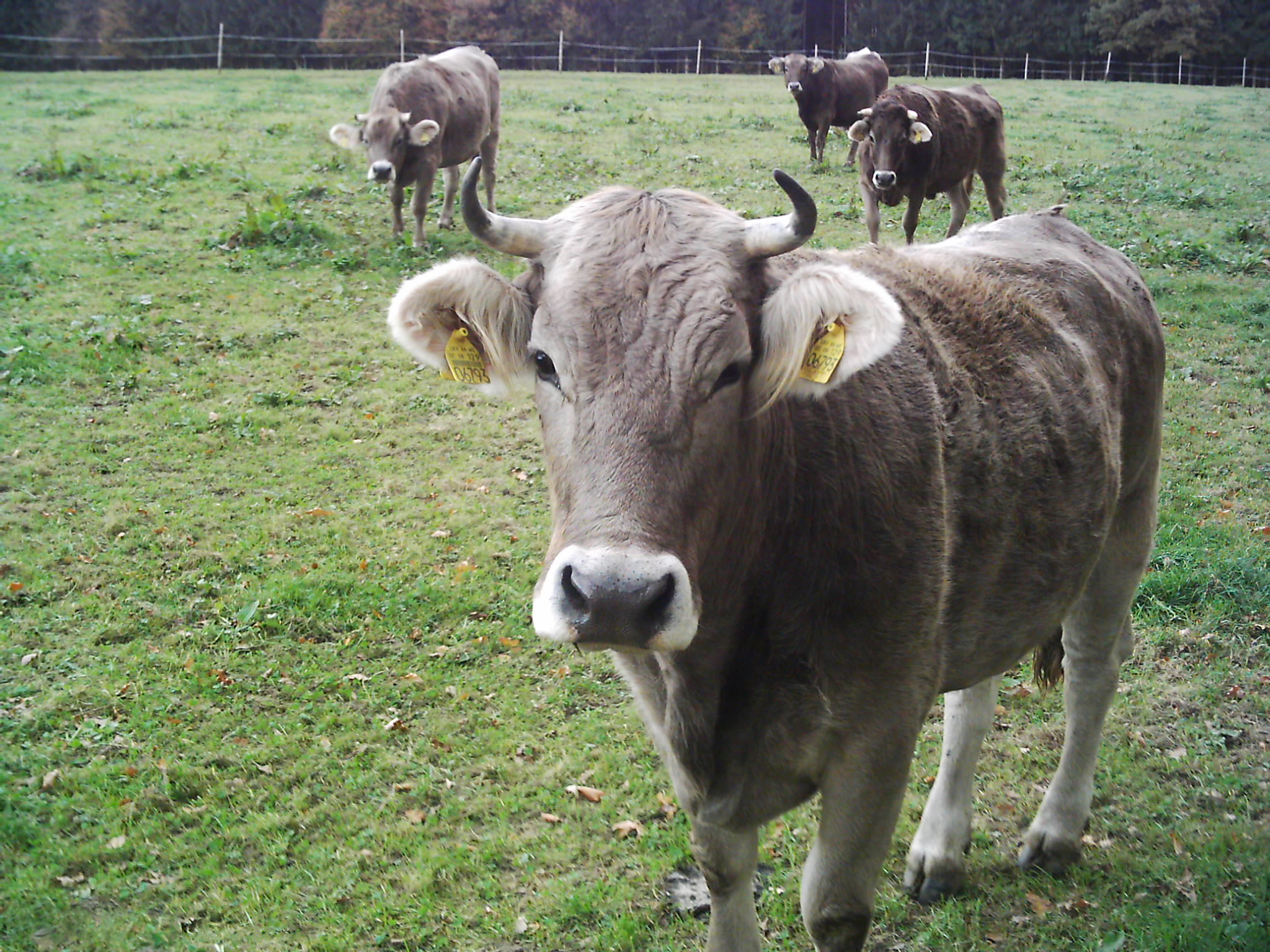
Vache braunvieh, ancêtre de la brown swiss.

### Sélection
La sélection menée en Amérique a réellement modifié la race initiale au point qu'on peut la considérer comme différente de celle d'origine. 
Tout d'abord l'élevage en stabulation sans transhumance a sélectionné les individus moins adaptés à la marche et les vaches dont la mamelle était très développée. Ensuite, la sélection a porté sur l'aptitude laitière et sur la structure de la mamelle. Ainsi, la mamelle a progressivement gagné sur l'épaisseur de la cuisse, donnant une vache dont la morphologie se rapproche de celle de la holstein. L'aptitude mixte a été délaissée, la carcasse s'affinant pour devenir plus anguleuse. L'histoire retiendra le nom de « Jane de Vermont », une vache née en 1928 qui atteignit 10 700 kg en lactation et vécut 17 ans. Ses fils ont intégré des centres de sélection et ont profondément influencé l'élevage brown swiss. 
Cette sélection avec une consanguinité dosée continue sur un rythme élevé, puisque la production est passée de 6250 à 7 920 kg par lactation entre 1990 et 2000, au détriment de la richesse du lait. (légère baisse du taux de matière sèche) Depuis les années 1970, cette race a vu sa semence massivement exportée vers l'Europe, pour y améliorer la productivité du cheptel brun.

## Morphologie

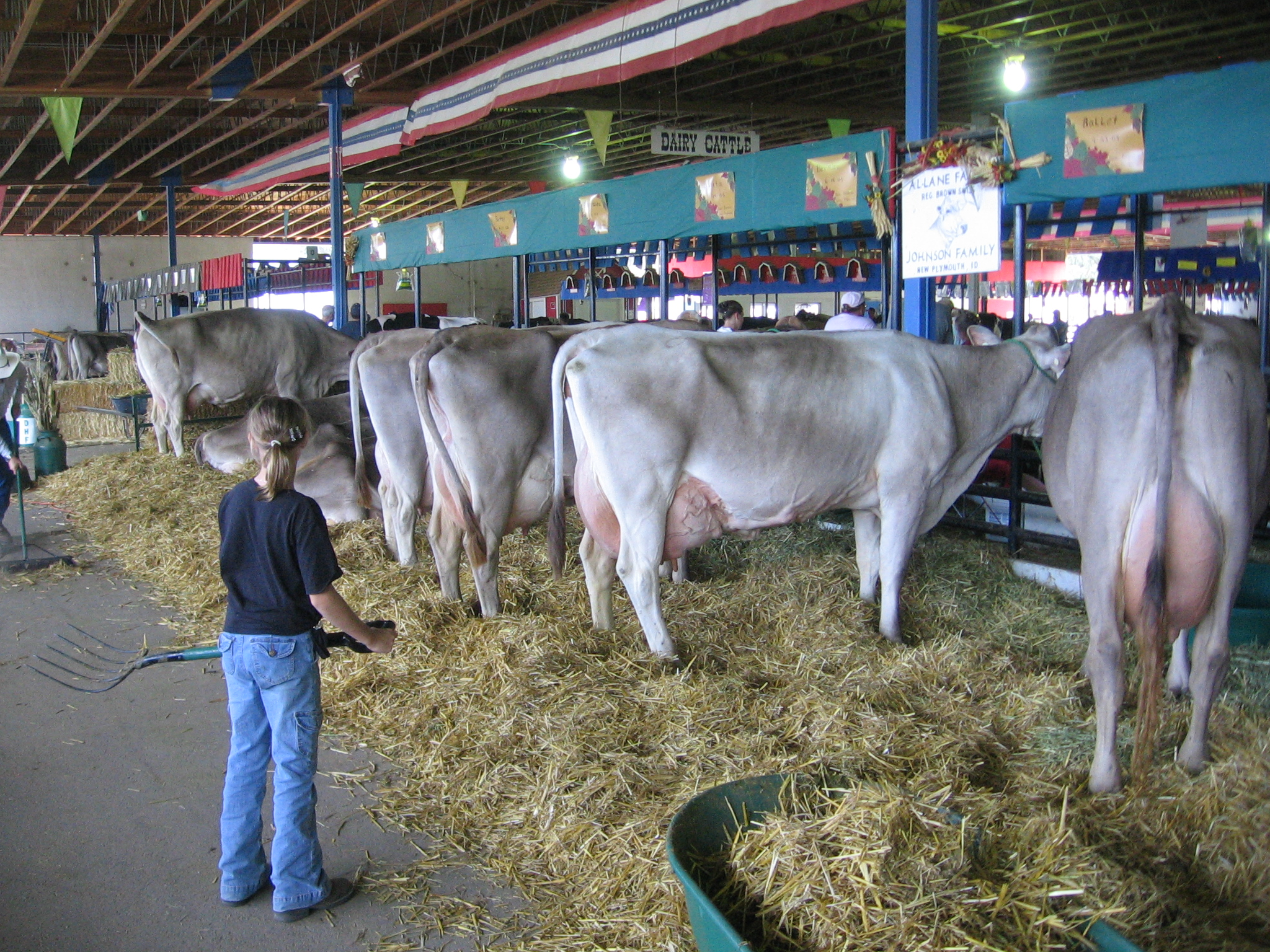
Concours agricole dans l'Idaho.

Elle porte une robe brun-gris avec des variantes de ton allant du froment gris à l'ardoise. Le ventre est plus clair. Ses oreilles ont l'intérieur à longs poils blancs comme de la peluche. Les cornes sont enlevées pour des raisons de sécurité. 
La morphologie est typiquement laitière avec une musculature et une ossature fine. Les cuisses minces enserrent une mamelle bien développée, bien attachée et aux pis aptes à la traite automatique.

## Aptitudes
C'est une race laitière. 
- Elle produit près de 9 000 kg par lactation, au taux butyrique de 4 % et taux protéique de 3,5 %. Cette composition du lait en fait la meilleure vache pour la transformation fromagère en Amérique du Nord.
- Elle est adaptée aux conditions  climatiques et pédologiques difficiles : elle produit sur des sols acides à la végétation maigre et coriace et elle supporte le climat de montagne de son pays d'origine, comme celui de zones plus chaudes.
- Elle a aussi une très bonne aptitude à la traite mécanique et la forme de sa mamelle en fait une laitière performante.
- C'est aussi une race docile, certains la jugeant même amorphe et sa longévité, jusqu'à quinze ans, est très intéressante[1].
- C'est une bonne mère qui vêle sans problème grâce à son bassin large, même en croisement avec des races bouchères. La vente des veaux apporte un plus financier appréciable. En élevage extensif, elle nourrit bien son veau qui grossit très vite.